# خبز محمص
«الخبز المُحمَّص أو التُّسْت» (بالإنجليزية: Toast)‏ (نقحرة: التوست) هو شريحة من الخبز تحمر عن طريق التعرض للحرارة، وهذا الاحمرار هو نتيجة لتفاعل مِلَرد، مما يغير مذاق الخبز وكذلك يجعلها متماسكة ليسهل دهنها بالزبدة أو غيرها، والتحميص طريقة شائعة لجعل الخبز البائت أكثر قبولا، وتستخدم في ذلك المحمصة أو أي جهاز كهربائي خاص للتدفئة، كما تستخدم أفران التحميص لذلك، ويؤكل الخبز المحمص مع الزبدة أو السمن ومع طبقة تحلية مثل المربى.